# Alexandriai Szent Szünklétika
Alexandriai Szent Szünklétika (ógörögül: Συγκλητική), (Alexandria, 266 körül – Alexandria, 350 körül) szentként tisztelt ókeresztény egyiptomi remetenő, az úgynevezett „sivatagi anyák” egyike.
Szünklétika Alexandria városából származott. A források szerint ragyogó szépsége miatt sok kérője akadt, ő azonban „Krisztus jegyeseként” a magányos életet választotta. Vak húgával egy sírboltba költözött, és ott élt hosszú időn át. Nagy híre lett a környéken, és egy idő után az alexandriai nőket ő vezette be a keresztény vallás tanaiba. Életrajzát és tanításait Alexandriai Szent Atanáz jegyezte le. Ünnepét az egyház január 5-én üli.